# Réserve de faune de Zemongo
Réserve de faune de Zemongo är ett viltreservat i Centralafrikanska republiken. Det ligger i den östra delen av landet, 800 km öster om huvudstaden Bangui. Arean är 1 010 000 hektar. Reservatet upprättades 1925.